# Hyper Yocomix
『Hyper Yocomix』（ハイパー・ヨーコミックス）は、石田燿子のカバー・アルバム三部作。すべてユーロビート調のアレンジとなっている。

## Hyper Yocomix
石田燿子の1枚目のカバーアルバム。
2004年8月25日にジェネオン エンタテインメントから発売された。
収録曲
1. あんなに一緒だったのに [3:49]
原曲歌手：See-Saw
作詞：石川千亜紀、作曲：梶浦由記、編曲：福士健太郎
  - テレビアニメ『機動戦士ガンダムSEED』第1期オープニングテーマ
2. Be My Angel [4:19]
原曲歌手：榎本温子
作詞：松井五郎、作曲：安藤高弘、編曲：福士健太郎
  - 『機動天使エンジェリックレイヤー』オープニングテーマ
3. Wake up Angel 〜ねがいましては∞なり〜 [4:42]
原曲歌手：Funta
作詞：UCO・吉見、編曲：福士健太郎
  - 『ぴたテン』オープニングテーマ
4. ギャラクシー☆ばばんがBang! [4:42]
原曲歌手：エンジェル隊
作詞：田辺智沙、作曲：和泉一弥、編曲：福士健太郎
  - 『ギャラクシーエンジェル』オープニングテーマ
5. 1st Priority [4:09]
原曲歌手：メロキュア
作詞・作曲：日向めぐみ、編曲：福士健太郎
  - 『ストラトス・フォー』オープニングテーマ
6. Shooting Star [3:38]
原曲歌手・作詞：KOTOKO
作詞：KOTOKO、作曲：折戸伸治、編曲：福士健太郎
  - 『おねがい☆ティーチャー』オープニングテーマ
7. Let Me Be With You [4:23]
原曲歌手：ROUND TABLE featuring Nino
作詞・作曲：北川勝利、編曲：渡辺剛
  - テレビアニメ『ちょびっツ』オープニングテーマ
8. ヘミソフィア [4:23]
原曲歌手：坂本真綾
作詞：岩里祐穂、作曲：菅野よう子、編曲：渡辺剛
  - 『ラーゼフォン』オープニングテーマ
9. コッペリアの柩 [4:25]
原曲歌手：ALIPROJECT
作詞：宝野アリカ、作曲：片倉三起也、編曲：渡辺剛
  - 『ノワール』オープニングテーマ
10. 明日へのbrilliant road [4:22]
原曲歌手：angela
作詞：atsuko、作曲：atsuko・katsu、編曲：南俊介
  - 『宇宙のステルヴィア』前期オープニングテーマ
11. ALL MY LOVE [3:57]
原曲歌手：堀江由衣
作詞・作曲：伊藤千夏、編曲：南俊介
  - 『陸上防衛隊まおちゃん』オープニングテーマ
12. かえりみち [3:57]
原曲歌手：川澄綾子
作詞：くまのきよみ、作曲：増田俊郎、編曲：南俊介
  - 『まほろまてぃっく』オープニングテーマ
13. 永遠の花 [3:57]
原曲歌手：セルフカバー
作詞：相田毅、作曲：増田俊郎、編曲：南俊介
  - 『藍より青し』オープニングテーマ
14. こむぎ気分でろっくんロール [2:52]
原曲歌手・作詞・作曲：桃井はるこ、編曲：南俊介
  - 『ナースウィッチ小麦ちゃんマジカルて』挿入歌
15. 天罰!エンジェルラヴィ [2:54]
原曲歌手：UNDER17
作詞・作曲：桃井はるこ、編曲：南俊介
  - 『天罰エンジェルラビィ☆』メインテーマ
16. カサブタ [3:50]
原曲歌手：千綿ヒデノリ
作詞・作曲：千綿偉功、編曲：渡辺剛
  - 『金色のガッシュベル!!』オープニングテーマ
17. 嘆きのロザリオ [3:50]
原曲歌手：JAM Project
作詞：影山ヒロノブ、作曲：影山ヒロノブ・須藤賢一、編曲：渡辺剛
  - 『超重神グラヴィオン』オープニングテーマ
18. キングゲイナー・オーバー! [5:56]
原曲歌手：福山芳樹
作詞：井荻麟、作曲：田中公平、編曲：渡辺剛
  - 『OVERMANキングゲイナー』オープニングテーマ

## Hyper Yocomix 2
石田燿子の2枚目のカバー・アルバム。
2006年8月25日にジェネオンエンタテインメントから発売された。
収録曲
1. 創聖のアクエリオン [5:54] 
原曲歌手：AKINO
作詞：岩里祐穂、作曲：菅野よう子、編曲：福士健太郎
  - テレビアニメ『創聖のアクエリオン』前期オープニングテーマ
2. Shangri-La [4:22] 
原曲歌手：angela
作詞：atsuko、作曲：atsuko・KATSU、編曲：福士健太郎
  - テレビアニメ『蒼穹のファフナー』オープニングテーマ
3. くじびきアンバランス [4:59] 
原曲歌手：UNDER17
作詞・作曲：桃井はるこ
  - テレビアニメ『くじびきアンバランス』オープニングテーマ
4. DANZEN!ふたりはプリキュア（Ver.Max Heart） [4:00] 
原曲歌手：五條真由美
作詞：青木久美子、作曲：小杉保夫、編曲：渡辺剛
  - テレビアニメ『ふたりはプリキュア Max Heart』オープニングテーマ
5. 乙女はDO MY BESTでしょ? [4:10] 
原曲歌手：菊地美香&小清水亜美
作詞：畑亜貴、作曲：羽場仁志、編曲：渡辺剛
  - テレビアニメ『舞-乙HiME』エンディングテーマ
6. 月の呪縛 [4:20] 
原曲歌手：翁鈴佳
作詞・作曲：梶浦由記 、編曲：渡辺剛
  - テレビアニメ『LOVELESS』オープニングテーマ
7. 焔の扉 [3:58] 
原曲歌手：FictionJunction YUUKA
作詞・作曲：梶浦由記 、編曲：渡辺剛
  - テレビアニメ『機動戦士ガンダムSEED DESTINY』挿入歌
8. 秘密基地 [5:24] 
原曲歌手・作詞・作曲：高田梢枝、編曲：渡辺剛
  - テレビアニメ『交響詩篇エウレカセブン』第1期エンディングテーマ
9. SUPER LOVE [4:19]
原曲歌手：こいこい7
作詞：吉岡みりん 、作曲：林田健司、編曲：木村賢一
  - テレビアニメ『こいこい7』オープニングテーマ
10. いちごコンプリート [3:56] 
原曲歌手：千佳（千葉紗子）、美羽（折笠富美子）、茉莉（川澄綾子）、アナ（能登麻美子）
作詞：くまのきよみ、作曲：渡辺剛、編曲：福士健太郎
  - テレビアニメ『苺ましまろ』オープニングテーマ
11. プリンセスはあきらめない [3:26] 
原曲歌手：FLIP-FLAP
作詞：森林檎、作曲：本田洋一郎、編曲：福士健太郎
  - テレビアニメ『ふしぎ星の☆ふたご姫』オープニングテーマ
12. 撲殺天使ドクロちゃん [4:45] 
原曲歌手：ドクロちゃん（千葉紗子）
作詞：水島努、作曲：高木隆次、編曲：福士健太郎
  - テレビアニメ『撲殺天使ドクロちゃん』オープニングテーマ
13. ETERNAL BLAZE [4:58] 
原曲歌手・作詞：水樹奈々、作曲：上松範康、編曲：曽根克彰
  - テレビアニメ『魔法少女リリカルなのはA's』オープニングテーマ
14. 限界バトル [4:06] 
原曲歌手：JAM Project
作詞：影山ヒロノブ・奥井雅美、作曲：影山ヒロノブ、編曲：木村賢一
  - テレビアニメ『遊☆戯☆王デュエルモンスターズGX』第1期エンディングテーマ
15. 聖少女領域 [4:28] 
原曲歌手：ALI PROJECT
作詞：宝野アリカ、作曲：片倉三起也、編曲：曽根克彰
  - テレビアニメ『Rozen Maiden träumend』オープニングテーマ
16. agony [3:54] 
原曲歌手・作詞：KOTOKO、作曲：中沢伴行、編曲：木村賢一
  - テレビアニメ『神無月の巫女』エンディングテーマ
17. ルーレット☆ルーレット [3:16] 
原曲歌手： 桃月学園1年C組 feat. 一条さん
作詞：河合英嗣、作曲：渡邉美佳、編曲：木村賢一
  - テレビアニメ『ぱにぽにだっしゅ!』オープニングテーマ
18. ハッピー☆マテリアル [3:39] 
原曲歌手： 麻帆良学園中等部2-A
作詞：うらん、作曲：大川茂伸、編曲：渡辺剛
  - テレビアニメ『魔法先生ネギま!』オープニングテーマ

## Hyper Yocomix 3
石田燿子の3枚目のカバー・アルバム。2008年6月25日にジェネオン エンタテインメントから発売された。
収録曲
1. 空色デイズ [4:09]
原曲歌手：中川翔子
作詞：meg rock、作曲：齋藤真也、編曲：Pistachio-lab
  - テレビアニメ『天元突破グレンラガン』オープニングテーマ
2. スケッチスイッチ [3:55]
原曲歌手： 阿澄佳奈、水橋かおり、新谷良子、後藤邑子
作詞：秋乃零斗、作曲：前澤寛之、編曲：Kors K
  - テレビアニメ『ひだまりスケッチ 』オープニングテーマ
3. 経験値上昇中☆ [4:26]
原曲歌手：みなみけ3姉妹
作詞：うらん、作曲：大久保薫、編曲：大嶋大輔
  - テレビアニメ『みなみけ』オープニングテーマ
4. クロス＊ハート [4:13]
原曲歌手：CooRie
作詞・作曲：rino、編曲：大嶋大輔
  - テレビアニメ『京四郎と永遠の空』オープニングテーマ
5. ドラマチック [3:53]
原曲歌手：Base Ball Bear
作詞・作曲：小出祐介、編曲：danceBEYOND
  - テレビアニメ『おおきく振りかぶって』オープニングテーマ
6. JOINT [4:35]
原曲歌手・作詞：川田まみ、作曲：中沢伴行編曲：DJ SHIMAMURA
  - テレビアニメ『灼眼のシャナII（Second）』前期オープニングテーマ
7. RISING FORCE [4:22]
原曲歌手：JAM Project
作詞：奥井雅美、作曲：影山ヒロノブ、編曲：Pistachio-lab
  - テレビアニメ『スーパーロボット大戦OG -ディバイン・ウォーズ-』後期オープニングテーマ
8. SECRET AMBITION [4:22]
原曲歌手・作詞：水樹奈々、作曲：志倉千代丸、編曲：danceBEYOND
  - テレビアニメ『魔法少女リリカルなのはStrikerS』前期オープニングテーマ
9. Silly-Go-Round [4:22]
原曲歌手：FictionJunction YUUKA
作詞：作曲：梶浦由記、編曲：DJ SHIMAMURA
  - テレビアニメ『.hack//Roots』オープニングテーマ
10. きらめく涙は星に [3:26]
原曲歌手：タイナカサチ
作詞：芳賀敬太、作曲：KATE、編曲：大嶋大輔
  - テレビアニメ『Fate/stay night』後期オープニングテーマ
11. ヒカリ [3:25]
原曲歌手：堀江由衣
作詞：椎名可憐、作曲：YUPA、編曲：大嶋大輔
  - テレビアニメ『いぬかみっ!』オープニングテーマ
12. ビューティフル・ストーリー [3:53]
原曲歌手：井上麻里奈
作詞・作曲：中田ヤスタカ、編曲：danceBEYOND
  - テレビアニメ『月面兎兵器ミーナ』エンディングテーマ
13. 夢想歌 [4:34]
原曲歌手：Suara
作詞：須谷尚子、 作曲：衣笠道雄、編曲：danceBEYOND
  - テレビアニメ『うたわれるもの』オープニングテーマ
14. アンインストール [3:37]
原曲歌手・作詞・作曲：石川智晶、編曲：大嶋大輔
  - テレビアニメ『ぼくらの』オープニングテーマ
15. God knows... [4:19]
原曲歌手：涼宮ハルヒ（平野綾）
作詞：畑亜貴、作曲：神前暁、編曲：danceBEYOND
  - テレビアニメ『涼宮ハルヒの憂鬱』第12話挿入歌
16. STAR RISE [3:51]
原曲歌手：川添珠姫（広橋涼）、千葉紀梨乃（豊口めぐみ）、桑原鞘子（小島幸子）、宮崎都（桑島法子）、東聡莉（佐藤利奈））
作詞：河井英里、作曲：koma2 kaz、編曲：danceBEYOND
  - テレビアニメ『バンブーブレード』エンディングテーマ
17. もってけ!セーラーふく [4:35]
原曲歌手：泉こなた（平野綾）、柊かがみ（加藤英美里）、柊つかさ（福原香織）、高良みゆき（遠藤綾）
作詞：畑亜貴、作曲：神前暁、編曲：福士健太郎
  - テレビアニメ『らき☆すた』オープニングテーマ
18. 絶世美人 [3:37]
原曲歌手：絶望少女達
作詞：只野菜摘、作曲：橋本由香利、編曲：則行大将
  - テレビアニメ『さよなら絶望先生』エンディングテーマ